# Tongo Lake
Tongo Lake är en sjö i Australien. Den ligger i delstaten New South Wales, i den sydöstra delen av landet, omkring 800 kilometer nordväst om delstatshuvudstaden Sydney. 
Omgivningarna runt Tongo Lake är i huvudsak ett öppet busklandskap. Trakten runt Tongo Lake är nära nog obefolkad, med mindre än två invånare per kvadratkilometer. Genomsnittlig årsnederbörd är 310 millimeter. Den regnigaste månaden är februari, med i genomsnitt 74 mm nederbörd, och den torraste är oktober, med 2 mm nederbörd.